# Canton de Strasbourg-Ouest
Le canton de Strasbourg-Ouest est un ancien canton français situé dans le département du Bas-Rhin.

## Histoire
Le canton de Strasbourg-Ouest est créé en 1833. 
De 1871 à 1919, il disparait alors que l'Alsace fait partie de l'Empire allemand.
Il est supprimé en 1962, lors du redécoupage de la ville en huit cantons.

## Représentation

### Conseillers généraux de 1833 à 1871 et de 1919 à 1962
| Période     | Période      | Identité                       | Étiquette                  | Qualité                                                                                          |
| ----------- | ------------ | ------------------------------ | -------------------------- | ------------------------------------------------------------------------------------------------ |
| 1833        | 1848         | Louis Schneegans               |                            | Avoué, historien, archiviste de la ville de Strasbourg                                           |
| 1848        | 1852         | Émile Küss                     | Républicain                | Professeur à la Faculté de médecine Maire de Strasbourg (1870-1871)                              |
| 1852        | 1871         | Charles Boersch (1811-1874)    |                            | Docteur en médecine, directeur du Courrier du Bas-Rhin                                           |
| 1871        | 1919         | occupation allemande           |                            |                                                                                                  |
| 1919        | 1931         | Louis Koessler (1887-1948)     | SFIO                       | Gérant de coopérative à Strasbourg Adjoint au maire de Strasbourg (1935-1940 et 1944-1945)       |
| 1931        | 1932 (décès) | Georges Schreckler (1901-1932) | ex-PC-SFIC (exclu en 1929) | Ancien secrétaire général des Jeunesses communistes de Strasbourg Conseiller municipal d'Erstein |
| 1932        | 1937         | Jean-Pierre Mourer             | DVG (ex-PC-SFIC) puis APNA | Employé des chemins de fer Député (1928-1942)                                                    |
| 1937        | 1940         | Charles Hincker (1882-1983)    | SFIO                       | Mécanicien ajusteur Conseiller municipal de Strasbourg (1925-1929 et 1945-1949)                  |
|             |              |                                |                            |                                                                                                  |
| 1945        | 1949 (décès) | Jean Stiegler (1891-1949)      | DVD-RPF                    | Industriel à Strasbourg Président de la Chambre des Métiers d'Alsace                             |
| 7 mars 1950 | 1962         | Georges Rohmer                 | MRP                        | Avocat à Strasbourg Elu dans le canton de Strasbourg-6 en 1962                                   |

### Conseillers d'arrondissement (de 1833 à 1871 et de 1919 à 1940)
| Période                                  | Période | Identité                  | Étiquette | Qualité |
| ---------------------------------------- | ------- | ------------------------- | --------- | --- |
| 1833                                     | 1836    | M. Walter                 |           | Propriétaire à Strasbourg                                                                                   |
|                                          |         |                           |           | |
| 1919                                     |         | Auguste Brion (1861-1940) |           | Architecte à Strasbourg                                                                                     |
|                                          |         |                           |           | |
| 1934                                     | 1940    | Alfred Féderlin           | PDP       | Cultivateur à Koenigshoffen, conseiller municipal de Strasbourg                                             |
| 1940                                     |         |                           |           | Les conseils d'arrondissement ont été suspendus par la loi du 12 octobre 1940 et n'ont jamais été réactivés |
| Les données manquantes sont à compléter. |         |                           |           | |